# Prix Léon-Tacquet
Pour les articles homonymes, voir Tacquet.
Groupe III
Le prix Léon-Tacquet est une course hippique de trot monté qui se déroule fin décembre ou début janvier sur l'hippodrome de Vincennes.
La course est classée Groupe II jusqu'en 2018 et retrogradée Groupe III en 2019, bien que restant accessible sans plafond de gain. Jusqu'en 2022, elle est réservée aux chevaux de 4 ans (édition en décembre) ou 5 ans (en janvier). En 2023, la course a lieu en janvier et est réservée au 4 ans, hongres exclus, puis aux 5 et 6 ans en janvier 2024, ayant gagné au moins 45 000 €.
Elle se court sur la distance de 2 700 mètres (2 175 mètres avant 2023, grande piste). L'allocation s'élève à 80 000 €, dont 36 000 € pour le vainqueur.
Créée en février 1948, l'épreuve prend alors dans le calendrier la place du prix de Bretagne qui se courait alors dans des conditions similaires (au trot monté, pour 5 ans), dont le nom sera repris dans les années 1950 par une course préparatoire au prix d'Amérique. La course honore la mémoire de Léon Tacquet, spécialiste du sport hippique sous diverses formes dont les courses de trotteurs, mort en décembre 1936,.

## Palmarès depuis 1961
| Année                                     | Vainqueur          | Père               | Jockey                   | Entraîneur                 | Réd.km |
| ----------------------------------------- | ------------------ | ------------------ | ------------------------ | -------------------------- | ------ |
| jan. 2025                                 | Joumba de Guez     | Carat Williams     | Éric Raffin              | Nicolas Bazire             | 1'12"2 |
| jan. 2024                                 | Jazz in Montreux   | Akim du Cap Vert   | Nathalie Henry           | Louis Baudron              | 1'13"4 |
| jan. 2023                                 | Jubilé Prior       | Prince de Montfort | Aurélien Desmarres       | Jean-Michel Bazire         | 1'13"8 |
| Groupe III pour 4 ou 5 ans, selon le mois |                    |                    |                          |                            |        |
| déc. 2021                                 | Bolero Gar         | Varenne            | Paul-Philippe Ploquin    | Fabrice Souloy             | 1'11"3 |
| déc. 2020                                 | Gladys des Plaines | Opus Viervil       | Mathieu Mottier          | Gilles Curens              | 1'12"8 |
| déc. 2019                                 | Fado du Chêne      | Singalo            | Paul-Philippe Ploquin    | Julien Le Mer              | 1'11"8 |
| déc. 2019                                 | Evangelina Blue    | Speedy Blue        | Mathieu Mottier          | Jean-Philippe Mary         | 1'11"8 |
| Éditions labellisées Groupes II           |                    |                    |                          |                            |        |
| 2018                                      | Dragon du Fresne   | Saphir Castelets   | Alexandre Abrivard       | Laurent-Claude Abrivard    | 1'12"5 |
| 2017                                      | Canadien d'Am      | Ready Cash         | Mathieu Mottier          | Franck Leblanc             | 1'12"3 |
| 2016                                      | Bilibili           | Niky               | Alexandre Abrivard       | Laurent-Claude Abrivard    | 1'12"  |
| 2015                                      | Astor du Quenne    | Opus Viervil       | Éric Raffin              | Sébastien Guarato          | 1'13"1 |
| 2014                                      | Vision Intense     | Prodigious         | Nathalie Henry           | Philippe Moulin            | 1'12"9 |
| 2013                                      | Ugénie du Citrus   | Meaulnes du Corta  | Alexandre Abrivard       | Laurent-Claude Abrivard    | 1'12"6 |
| 2012                                      | Tango Quick        | Hasting            | Franck Nivard            | Franck Leblanc             | 1'11"8 |
| 2011                                      | Scala Bourbon      | Love You           | Alexandre Abrivard       | Sébastien Guarato          | 1'12"5 |
| 2010                                      | Rombaldi           | Lulo Josselyn      | Matthieu Abrivard        | Jean-Luc Dersoir           | 1'13"1 |
| 2009                                      | Quido du Goutier   | Extreme Dream      | Philippe Masschaele      | Sébastien Guarato          | 1'14"4 |
| 2008                                      | Pop Star Mess      | Criterium d'Ombrée | Philippe Masschaele      | Christophe Chalon          | 1'13"3 |
| 2007                                      | One du Rib         | First de Retz      | Jean-Loïc-Claude Dersoir | Joël Hallais               | 1'13"5 |
| 2006                                      | Neoh Jiel          | Capriccio          | Philippe Masschaele      | Jean-Luc Dersoir           | 1'13"3 |
| 2005                                      | Miss Castelle      | Goetmals Wood      | Philippe Masschaele      | Thierry Duvaldestin        | 1'14"7 |
| 2004                                      | La Faisanderie     | Dream With Me      | Frédéric Prat            | Frédéric Prat              | 1'15"4 |
| 2003                                      | Kriolaise          | Achille            | Franck Nivard            | Jean-Baptiste Bossuet      | 1'15"9 |
| 2002                                      | Joyau d'Amour      | Viking's Way       | Jean-Philippe Mary       | Jacques Provost            | 1'14"7 |
| 2001                                      | Iatka Bocain       | Renoso             | Philippe Masschaele      | Jean Francois Yver         | 1'15"4 |
| 2001                                      | Instant Gédé       | Jet du Vivier      | Jean-Philippe Mary       | Patrick-Marc Mottier       | 1'15"4 |
| 2000                                      | Honneur de France  | Tipouf             | Laurent-Claude Abrivard  | Laurent-Claude Abrivard    | 1'16"  |
| 1999                                      | Gazouillis         | Lutin d'Isigny     | Jean-Pierre Thomain      | Roger Ledoyen              | 1'17"  |
| 1998                                      | Fan Quick          | And Arifant        | Laurent-Claude Abrivard  | Laurent-Claude Abrivard    | 1'16"7 |
| 1997                                      | Éclair de Vandel   | Sancho Pança       | Jean-Loïc-Claude Dersoir | Joël Hallais               | 1'16"8 |
| 1996                                      | Don Paulo          | Hurgo              | Philippe Gillot          | Marie-Dominique Fairand    | 1'17"3 |
| 1995                                      | Courlis du Pont    | Opus Dei           | Philippe Békaert         | Ulf Nordin                 | 1'17"6 |
| 1994                                      | Best Bourbon       | High Echelon       | Michel Lenoir            | Jean-Philippe Dubois       | 1'16"9 |
| 1993                                      | Alpha Barbés       | Néric Barbés       | Jean-Philippe Mary       | Christian Bigeon           | 1'18"5 |
| 1992                                      | Vic Fresnotière    | Noukopulco         | Jean-Pierre Thomain      | Pascal Davy                | 1'18"9 |
| 1991                                      | Uno Atout          | Istraeki           | Jean-Marie Monclin       | Paul Billon                | 1'18"4 |
| 1990                                      | Tristan Williams   | Grandpré           | Yves Dreux               | Jan Kruithof               | 1'17"  |
| 1989                                      | Stirwen            | Valmont            | Jean-Claude Hallais      | Guy Lhomet                 | 1'19"4 |
| 1988                                      | Rêve d'Udon        | Ejakval            | Jean-Claude Hallais      | Bernard Desmontils         | 1'18"8 |
| 1987                                      | Queila Gédé        | Gazon              | Yvon Martin              | Roger Baudron              | 1'18"5 |
| 1986                                      | Portolugo          | Axius              | Jacques-Maurice Riaud    | Ali Hawas                  | 1'19"2 |
| 1985                                      | Opprimé            | Coppet             | Alain Laurent            | Jean-Pierre Viel           | 1'18"9 |
| 1984                                      | Norguson           | Borgia III         | Alain Laurent            | Stig Engberg               | 1'18"2 |
| 1983                                      | Maroldon           | Darold II          | Philippe Békaert         | Joël Hallais               | 1'19"7 |
| 1982                                      | Lapito             | Dogan              | Philippe Békaert         | Joël Hallais               | 1'19"  |
| 1981                                      | Kivien             | Tony M             | Jean-Claude Hallais      | Jean-Claude Hallais        | 1'19"6 |
| 1980                                      | Jordaens           | Ura                | Alain Laurent            | Stig Engberg               | 1'19"4 |
| 1979                                      | Idée Baroque       | Quirinus III       | François Brohier         | Maurice-René de Folleville | 1'20"5 |
| 1978                                      | Haut de Bellouet   | Ura                | Gérard Mascle            | Jean-René Gougeon          | 1'19"3 |
| 1977                                      | Givre d'Argent     | Kubler L           | Yves Martin              |                            | 1'20"4 |
| 1976                                      | Florisuge          | Taglioni           | Philippe Békaert         |                            | 1'21"5 |
| 1975                                      | Ersin              | Toronto II         | Michel Lenoir            |                            | 1'21"2 |
| 1974                                      | Darold II          | Harold D III       | Yves Martin              |                            | 1'20"  |
| 1973                                      | Cette Histoire     | Kerjacques         | Gérard Mascle            |                            | 1'20"8 |
| 1972                                      | Borgia III         | Niky des Étangs    | Gérard Mascle            |                            | 1'20"8 |
| 1971                                      | Aldéna             | Prince des Veys    | François Brohier         |                            | 1'22"5 |
| 1970                                      | Valmont            | Fandango           | Paul Delanoé             |                            | 1'20"4 |
| 1969                                      | Ura                | Carioca II         | Michel-Marcel Gougeon    |                            | 1'20"6 |
| 1968                                      | Tidalium Pelo      | Jidalium           | Jean Mary                |                            | 1'20"2 |
| 1967                                      | Sablon             | Carioca II         | Gérard Mascle            |                            | 1'21"  |
| 1966                                      | Rigel              | Éboué Wilkes       | Louis Hanse              |                            | 1'21"9 |
| 1965                                      | Quovaria           | Carioca II         | François Brohier         |                            | 1'20"9 |
| 1964                                      | Prince des Veys    | Fandango           | Jean Mary                |                            | 1'19"5 |
| 1963                                      | Op ! RA            | Hernani II         | Gaston Peltier           |                            |        |
| 1962                                      | Nessus III         | Fandango           | Pierre Giffard           |                            |        |
| 1961                                      | Mars               | Élope              | Pierre Giffard           |                            | 1'22"5 |